# Royaumeix
Royaumeix település Franciaországban, Meurthe-et-Moselle megyében. Lakosainak száma 396 fő (2022. január 1.). Royaumeix Andilly, Ansauville, Boucq, Hamonville, Mandres-aux-Quatre-Tours, Manoncourt-en-Woëvre, Ménil-la-Tour, Minorville, Sanzey, Trondes és Geville községekkel határos.

## Népesség
A település népessége az elmúlt években az alábbi módon változott:
| Lakosok száma | 229  | 250  | 254  | 325  | 346  | 341  | 368  | 390  | 402  | 396  |
|               | 1968 | 1982 | 1990 | 2006 | 2013 | 2015 | 2017 | 2019 | 2020 | 2022 |